# Duval Fangwa
Duval Fangwa est un journaliste camerounais. Il anime des émissions et débats pour Equinoxe Télévision.

## Biographie

### Enfance, éducation et débuts
Buval Fangwa, de son nom de naissance, Bertin Duval Gnakwa Fangwa, est originaire du Cameroun et basé à Douala.

### Carrière
Duval Fangwa est un journaliste et anime des émissions et débats pour Equinoxe Télévision,,,,. Duval Fangwa et "Droit de réponse", son programme dominical à la Radio Equinoxe basé à Douala sont suspendus le 8 aout 2024 par le CNC,,,,.